# Wybory prezydenckie na Ukrainie w 2004 roku
Wybory prezydenckie na Ukrainie odbyły się w dwóch turach: 31 października i 21 listopada/26 grudnia 2004.
W pierwszej turze zwyciężył Wiktor Juszczenko przed Wiktorem Janukowyczem. Według Centralnej Komisji Wyborczej w drugiej turze zwyciężył Wiktor Janukowycz. Wyniki te zostały zakwestionowane, zarówno przez zwolenników Juszczenki na Ukrainie, jak i przez niezależnych międzynarodowych obserwatorów, a ich ogłoszenie stało się początkiem Pomarańczowej Rewolucji. Opozycja ukraińska zaskarżyła rezultaty wyborów prezydenckich do Sądu Najwyższego, który zabronił oficjalnej publikacji wyniku wyborów do czasu rozpatrzenia odwołania.
3 grudnia 2004 ukraiński Sąd Najwyższy zdecydował, że druga tura wyborów prezydenckich zostanie powtórzona. Uznano, iż nie sposób ustalić rzeczywistych wyników głosowania. Powtórkę ustalono na 26 grudnia. Datę tę proponowali jako jedną z ewentualnych polscy i unijni mediatorzy.
26 grudnia, w powtórzonej drugiej turze wyborów prezydenckich na Ukrainie zwyciężył Wiktor Juszczenko przed Wiktorem Janukowyczem. 10 stycznia 2005 roku Ukraińska Centralna Komisja Wyborcza ogłosiła oficjalne, ostateczne wyniki wyborów, zgodnie z którymi, po przeliczeniu wszystkich głosów, na Juszczenkę oddało głos 51,99%, a na Janukowycza 44,20% wyborców.

## Kandydaci
- Wiktor Juszczenko – były premier Ukrainy i szef banku centralnego, lider parlamentarnej opozycji; w pierwszej turze został poparty przez ugrupowania Bloku Nasza Ukraina (tj. m.in. Ludowy Ruch Ukrainy, Ukraińska Partia Ludowa, Reformy i Porządek, Partia Solidarność, Młodzieżowa Partia Ukrainy, Związek Chrześcijańsko-Demokratyczny, Kongres Ukraińskich Nacjonalistów, Partia Obrońców Ojczyzny) i Bloku Julii Tymoszenko (Batkiwszczyna, Ukraińska Platforma „Zjednoczenie”, Ukraińska Partia Socjaldemokratyczna).
- Wiktor Janukowycz – urzędujący premier Ukrainy, jeden z liderów klanu donieckiego; wystawiony przez Partię Regionów, popierany też przez Ludową Partię Agrarną Ukrainy, Partię Ludowo-Demokratyczną, Partię Socjaldemokratyczną, Trudową Ukrainę i kilkanaście mniejszych ugrupowań.
- Ołeksandr Moroz – poseł, były przewodniczący Rady Najwyższej, lider Socjalistycznej Partii Ukrainy; w II turze poparł Wiktora Juszczenkę.
- Petro Symonenko – poseł, lider Komunistycznej Partii Ukrainy; w II turze opowiedział się przeciwko obydwu kandydatom.
- Natalija Witrenko – była posłanka, lider Postępowej Socjalistycznej Partii Ukrainy; w II turze poparła Wiktora Janukowycza.
- Anatolij Kinach – były premier Ukrainy, lider Partii Przemysłowców i Przedsiębiorców Ukrainy; w II turze poparł Wiktora Juszczenkę.
- Ołeksandr Jakowenko – były poseł, lider Komunistycznej Partii Robotników i Chłopów.
- Ołeksandr Omelczenko – mer Kijowa, lider Ukraińskiej Partii Jedności; w II turze poparł Wiktora Juszczenkę.
- Łeonid Czernowecki – deputowany Naszej Ukrainy, biznesmen; w II turze poparł Wiktora Juszczenkę.
- Dmytro Korczynśkyj – lider nacjonalistycznej partii Bractwo.
- Andrij Czornowił – syn Wiaczesława Czornowiła.
- Mykoła Hrabar – były poseł, kijowski adwokat, kandydat „techniczny” Wiktora Juszczenki.
- Mychajło Brodskyj – były poseł, dziennikarz-skandalista, lider partii Jabłoko, kandydat „techniczny” Wiktora Juszczenki.
- Jurij Zbitniew – były poseł, lider partii Nowa Siła.
- Serhij Komisarenko – nauczyciel akademicki.
- Wasyl Wołha – przewodniczący pozarządowej organizacji „Publiczna Kontrola”.
- Bohdan Bojko – były poseł, lider Ludowego Ruchu Ukrainy za Jedność (mały prokuczmowski odłam NRU); kandydat „techniczny” Wiktora Janukowycza.
- Ołeksandr Rżawskyj – były poseł, lider partii Jedna Rodzina.
- Mykoła Rohożynskyj – działacz społeczny.
- Władysław Krywobokow – przedsiębiorca, lider Partii Ludowej Socjalnej Ochrony.
- Ołeksandr Bazyljuk – lider Słowiańskiej Partii Ukrainy.
- Ihor Duszyn – lider Liberalno-Demokratycznej Partii Ukrainy; kandydat „techniczny” Wiktora Janukowycza.
- Roman Kozak – lider Organizacji Ukraińskich Nacjonalistów.
- Wołodymyr Neczyporuk – poseł, lider partii Ludowa Władza.

Łącznie w pierwszej turze wystartowało 24 kandydatów. Dwóch kolejnych (Witalij Kononow z Partii Zielonych i Hryhorij Czernysz) zrezygnowało ze startu już po rejestracji. Część kandydatów wzięła udział w wyborach wyłącznie z przyczyn technicznych – tylko po to, aby zwiększyć liczbę przedstawicieli jednego z liderów w poszczególnych komisjach wyborczych.

## Wyniki I tury wyborów
| Kandydat             | Partia                                         | Głosy      | %      |
| -------------------- | ---------------------------------------------- | ---------- | ------ |
| Wiktor Juszczenko    | Blok Nasza Ukraina, Blok Julii Tymoszenko      | 11 118 675 | 39,90% |
| Wiktor Janukowycz    | Partia Regionów                                | 11 008 731 | 39,26% |
| Ołeksandr Moroz      | Socjalistyczna Partia Ukrainy                  | 1 632 098  | 5,82%  |
| Petro Symonenko      | Komunistyczna Partia Ukrainy                   | 1 396 135  | 4,97%  |
| Natalija Witrenko    | Postępowa Partia Socjalistyczna Ukrainy        | 429 794    | 1,53%  |
| Anatolij Kinach      | Partia Przemysłowców i Przedsiębiorców Ukrainy | 262 530    | 0,93%  |
| Ołeksandr Jakowenko  | Komunistyczna Partia Robotników i Chłopów      | 219 191    | 0,78%  |
| Ołeksandr Omelczenko | Ukraińska Partia Jedność                       | 136 830    | 0,48%  |
| Łeonid Czernowecki   | niezależny                                     | 129 066    | 0,45%  |
| Dmytro Korczyńskyj   | niezależny                                     | 49 961     | 0,17%  |
| Andrij Czornowił     | niezależny                                     | 36 278     | 0,12%  |

Żaden z pozostałych kandydatów nie przekroczył 0,1% głosów.

## Wyniki II tury i powtórzonego głosowania

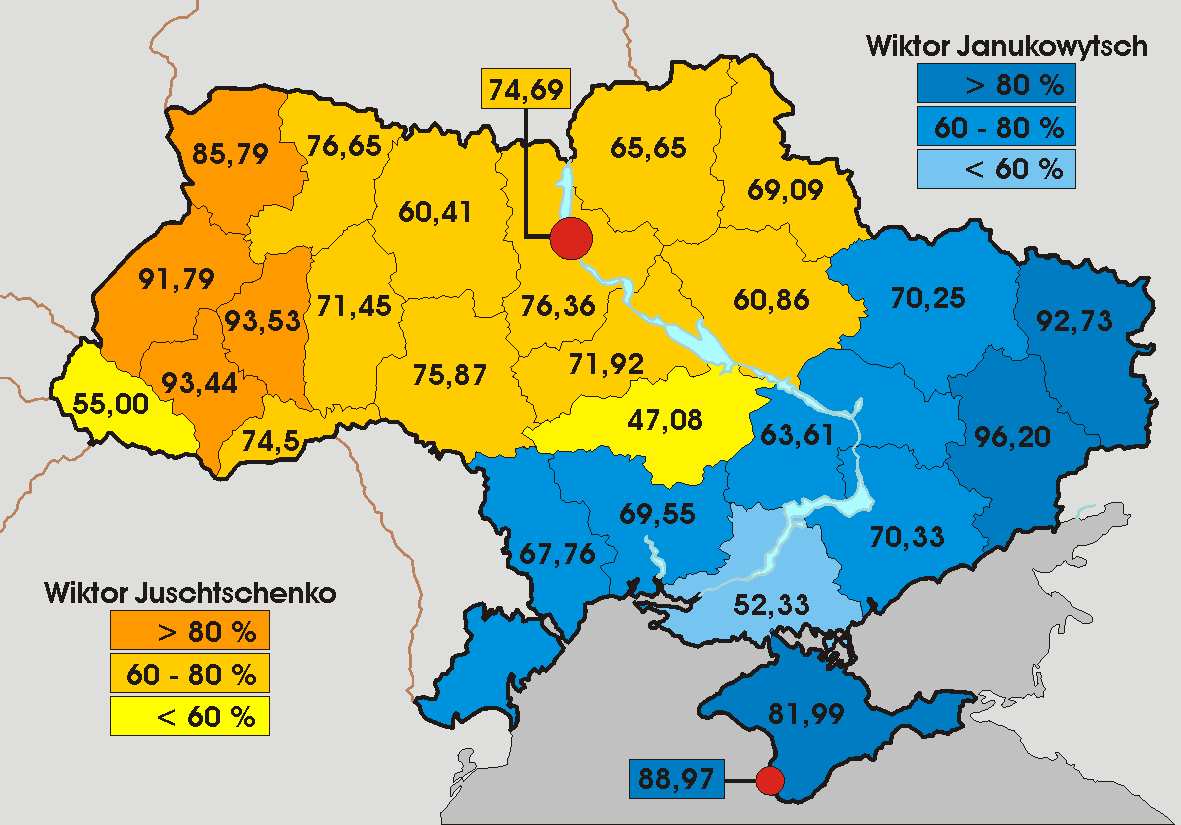
Wyniki drugiej tury – oficjalni zwycięzcy w poszczególnych obwodach

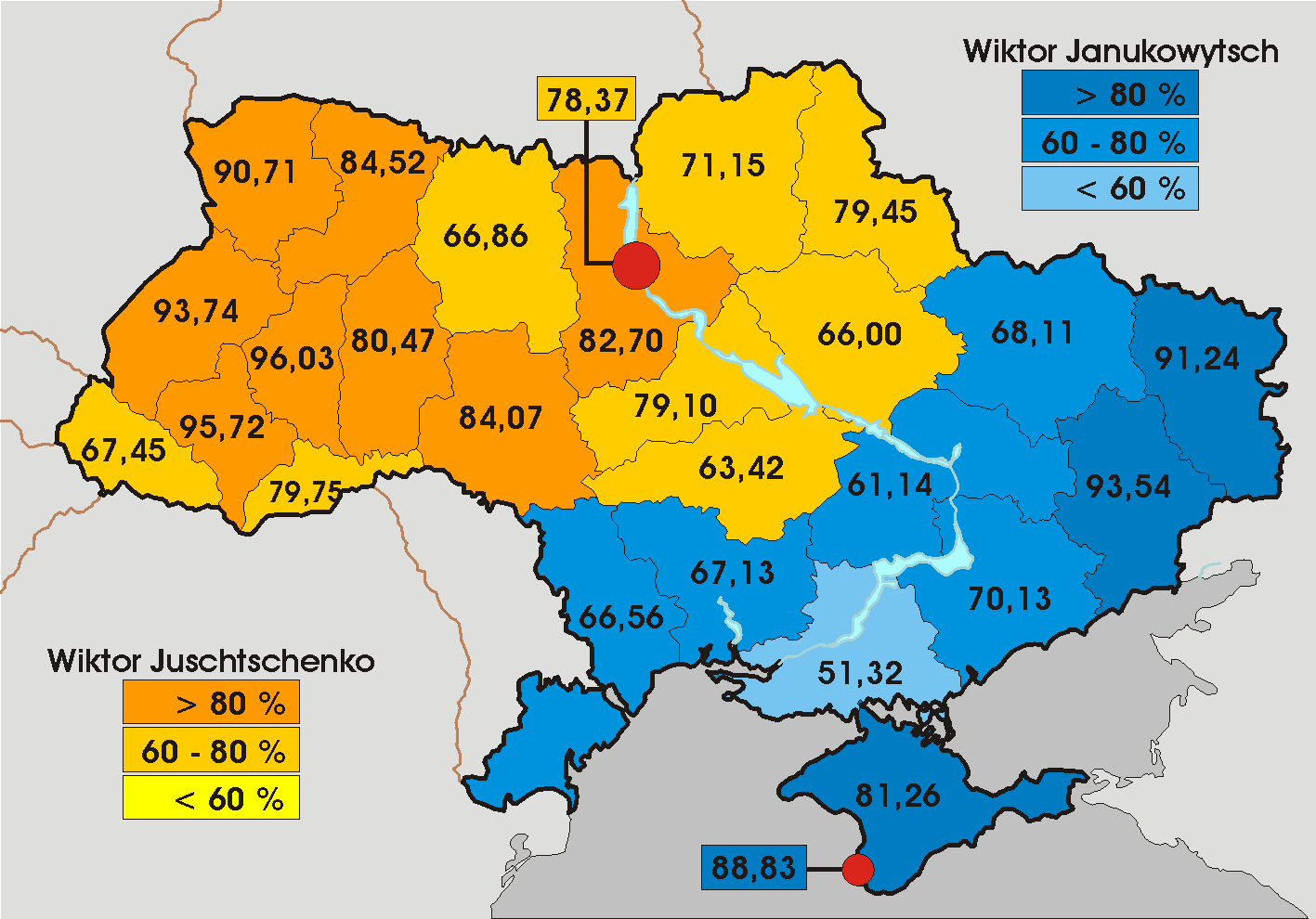
Wyniki powtórzonego głosowania 26 grudnia 2004

| Kandydat          | Partia                                    | II tura    | II tura | Powtórzone głosowanie | Powtórzone głosowanie |
| Kandydat          | Partia                                    | Głosy      | %       | Głosy                 | %                     |
| ----------------- | ----------------------------------------- | ---------- | ------- | --------------------- | --------------------- |
| Wiktor Juszczenko | Blok Nasza Ukraina, Blok Julii Tymoszenko | 14 222 289 | 46,61%  | 15 115 712            | 51,99%                |
| Wiktor Janukowycz | Partia Regionów                           | 15 093 691 | 49,46%  | 12 848 528            | 44,20%                |